# Rue Malherbe
La rue Malherbe est une rue  de Nantes, en France. 

## Situation et accès
Cette rue piétonne, du quartier Malakoff - Saint-Donatien, est en grande partie située dans le secteur sauvegardé de la ville.

## Origine du nom
Puis elle est rebaptisée en mémoire de Jacques Malherbe, sculpteur et architecte de la ville de Nantes, qui lui doit l'hôtel de Rosmadec et le portail monumental de l'ancien hôtel de Derval, détruit au XXe siècle (partie de l'actuel hôtel de ville), ainsi que la chapelle de l'Oratoire.

## Historique
Jusqu'au milieu du XIXe siècle, la rue est une impasse, puis elle est reliée à la rue de Richebourg via la rue Rabelais.
Elle porte un temps le nom de « rue des Minimes » du fait de la présence d'un couvent de l'ordre des Minimes, construit en 1593 avant de prendre sa dénomination actuelle. 
Entre 1817 et 1844, le couvent des Minimes est la propriété de la société Saint-Omer-et-Barré, et est transformé en raffinerie de sucre, une des huit que compte le quartier Richebourg à cette époque.
En 1833, l'« Association pour la défense des intérêts légitimes », groupement légitimiste qui appuie la duchesse de Berry, tient des réunions secrètes rue des Minimes, chez Mme Bourseau.

## Architecture et bâtiments remarquables
Au numéro 7 de la rue figure le portail monumental de l'ancien hôtel Saint-Pern, construit au XVIIIe siècle. Réalisé en pierre et tuffeau, il présente des voussures à refends de style baroque. Son tympan est décoré de deux écussons et d'une tête souriante. Ce portail est classé au titre des monuments historiques depuis le 2 juillet 1952.
En face se trouve la chapelle de l'Immaculée-Conception, fondée par le duc François II de Bretagne, et dont la première pierre a été posée en 1469. Faite en granit et tuffeau, elle a été aménagée aux XVIIe et XIXe siècles. Initialement consacrée à saint Antoine de Padoue, elle prend le vocable d'Immaculée Conception en 1849. Cette chapelle est inscrite au titre des monuments historiques depuis le 28 octobre 1991.